# Mladen Marinkov
Mladen Marinkov (Novi Sad, 1947) srpski je vajar.

## Biografija
Mladen Marinkov je diplomirao na Akademiji za likovne umetnosti u Beogradu, odsek vajarstvo, 1973. godine. 
Poslediplomske studije završio na Fakultetu likovnih umetnosti u Beogradu, u klasi profesora Jovana Kratohvila. Magistrirao je 1974. godine.
U članstvo likovnih umetnika Srbije u Beogradu primljen je1974. godine. Član je Savez udruženja likovnih umetnika Vojvodine.
- Od 1979. godine bio je zaposlen je u Savezu udruženja likovnih umetnika Vojvodine kao organizacioni sekretar.
- 2003 - 2004. je direktor ugledne pokrainske Galerije likovne umetnosti - Poklon zbirka Rajka Mamuzića.
- Na Akademiji umetnosti u Novom Sadu radi od 2004. godine u zvanju redovnog profesora na predmetu Vajanje sa tehnologijom.

Boravio je u više zemalja Evrope gde na studijskim putovanjima upoznaje kulturno nasleđe i savremeno likovno stvaralaštvo; Italije, Velike Britanije, Španije, Francuske, Nemačke, Mađarske... Kao dobitnik Stipendije Moše Pijade boravi u Grčkoj – Atini. 
Tokom svog dugogodišnjnjeg umetničkog rada prisutan je kao učesnik na mnogim značajnim likovnim manifestacijama, žiriranim i revijalnim, u zemlji i inostranstvu o čemu govori broj njegovih izložbi, samostalnih i kolektivnih. Uspešno učestvuje na javnim konkursima za spomeničku skulpturu i realizuje više spomenika u bronzi, većih dimenzija, na prostoru naše zemlje i bivše Jugoslavije. Uradio je više bista javnih i kulturnih ličnosti.
Dobitnik je značajnih nagrada. Predstavnik je svoje zemlje na nekoliko velikih likovnih izložbi i medjunarodnih bijenala, kao što je Venecijanski bijenale, bijenale Peštanske izložbe skulpture malog formata...
Poslednjih nekoliko godina deo svoje umetničke aktivnosti uporedo sa skulptorskom, usmerava i na umetničku fotografiju i video projekte. Bavi se prostornim modelovanjem u kompjuterskim 3D programima. Aktivnost i kontinuirani rad u kulturnom i likovnom životu domaće i inostrane likovne scene je vidljiv i iz broja napisa, prikaza, kritika i razgovora u pisanim i elektronskim medijima.

### Samostalne izložbe
- Stubovi,  Mladen Marinkov, atelje na Petrovaradinskoj tvrđavi,  Novi Sad 17. jun, 2011.
- Skulpture,  Mladen Marinkov, atelje na Petrovaradinskoj tvrđavi,  Novi Sad 14. avgust 2010.
- Zatezanje, Mladen Marinkov, Galerija saveza udruženja Likovnih umetnika Vojvodine, Novi Sad, 24.  novembar - 6. dcembar 2008.
- Reljefi, Mladen Marinkov, izložba održana povodom Hemofarmove letnje škole kliničke farmakologije, Vršac, 17. septembar 2006.
- Skulpture, Mladen Marinkov,  Galerija Lazar Vozarević, Sremska Mitrovica, 1-20. juni 2006.
- Skulpture, Mladen Marinkov,  Savez udruženja Likovnih umetnika Vojvodine, Novi Sad, 15-27. maj 2006.
- Bakar-Katran, Mladen Marinkov, Savremena galerija Zrenjanin, Zrenjanin, 24. april-15. maj 2006.
- Skulpture, Drveće, Mladen Marinkov, Art Klinika, Šok galerija, Novi sad, 11-18. mart 2006.
- Marinkov – Todorović, Ambasada SR Jugoslavije, Budimpešta, Mađarska, 5. juni 2002.
- 48. Venecijansko Bienale, Srpski pavilion, Giardini, Venecija, Italija,1999.
- Art Expo, Galerija Bel art-Novosadski sajam, Novi Sad, april 1998.
- Smeranje fenomena, Mladen Marinkov, Slobodan Knežević, Ratomir Kulić Galerija Centar za vizuelnu kulturu Zlatno oko,  Novi Sad, 21. maj 1997.
- Civilizacija Arkanjska, Galerija Lazar Vozarević, decembar-januar. Sremska Mitrovica, 1995-96.
- Civilizacija Arkanjska, Bačka Topola, Art Galerija.
- Civilizacija Arkanjska, Savremena galerija, Zrenjanin, 1995
- Civilizacija Arkanjska, M.Marinkov, Galerija Centra za vizuelnu kulturu, Zlatno oko, Novi Sad, april 1994.
- Izložba slika D.Todorovića, arhitekture N.Stojanovića, skulpture M.Marinkova. Dom kulture, Mađarska, Deska kod Segedina, 14.januar 1994.
- Miškov Živojin - Mladen Marinkov, Dom kulture; Kovilj, april-maj 1989.
- Skulpture, M. Marinkov, Umetnička galerija Velimir A.Leković, Bar, avgust 1988.
- Skulpture, Mladen Marinkov,  Savremena galerija Centra za kulturu Olga Petrov, Pančevo, 8-20..januar 1987.
- Skulpture, Mladen Marinkov, Galerija savremene likovne umetnosti; Novi Sad, maj-juni 1986.
- Skulpture, Mladen Marinkov, Galerija ULUV, Novi Sad, 28. maj-11. juni 1984.
- Mandić / Marinkov, Galerija Lazar Vozarević, Sremska Mitrovica, 24.oktobar-novembar 1983.
- Milici u pohode, izložba skuiptura, (Violeta Mitrušić-Labat, Mladen Marinkov, Borislav Šuput), hotel Termal, Vrdnik, oktobar 1983.
- Dositejevi dani '83, izložba skulptura, (Violeta Mitrušić-Labat, Mladen Marinkov, Borislav Šuput), Srpska čitaonica Irig, Irig, 24.septembar-24.oktobar 1983.
- Mladen Marinkov, izložba skuiptura, Salon Likovnog susreta, Subotica, 1981.
- Mladen Marinkov, izložba skuiptura, Savremena galerija UK  Ečka, Mala galerija, Zrenjanin, 7-14. novembar 1980.
- Rizbe, Slike in skulpture, Milan Kešelj, Mladen Marinkov, Dušan Todorović, Galerija Rotvž, Maribor, majl-juni 1980.
- Rizbe, Slike in skulpture, Milan Kešelj, Mladen Marinkov, Dušan Todorović, Studentski kulturni centar Ljubljana, april-maj 1980.;
- Rizbe, Slike in skulpture, Milan Kešelj, Mladen Marinkov, Dušan Todorović, Galerija Posavskoga muzeja, Brežice, apri 1980.
- Skulpturalni oblici, Likovni salon tribine mladih, Novi Sad, 16-30. april 1979.
- Skulpturalni oblici, magistarska izložba, Galerija Doma omladine,. Beograd, 19. januar-6. februar 1977.
- Vizuelni tragovi, Marinkov - Todorović, Galerija ULUV, Novi Sad, 19.april-3.maj 1976.
- Skulpture, Mladen Marinkov, Galerija ULUV, Novi Sad, 21.april-11. maj 1975.

### Nagrade
- Druga nagrada (Mladen Marinkov, Sava Halugin)  na konkursu po pozivu za izradu biste Save Vladislavića namenjenu za Sremske Karlovce. MALO ISTORIJSKO DRUŠTVO - Novi Sad, Novi Sad septembar 2008.
- Iskra kulture, nagrada Zavoda za kulturu Vojvodine za razvoj likovne umetnosti. Novi Sad, 2005.
- Nagrada na XXX novosadskom Salonu. Novi Sad, 2001.
- Prva nagrada na Sajmu ART EXPO, za predstavljanje najboljeg umetnika, M.Marinkov, S.Cvetković, Novosadski sajam, april '98.. Novi Sad, 1998.
- Prva nagrada na Konkursu za likovno uređenje Trga mladenaca u Novom Sadu. Novi Sad, 1997.
- Zlatna značka KPZ Vojvodine. Beograd, 1995.
- Godišnja nagrada Foruma za likovno stvaralaštvo 1994.godine. Novi Sad, 1995.
- Specijalna nagrada žirija (Marinkov, Kožarić) Pančevačka izložba jugoslovenske skulpture, Galerija centra za kulturu „O.Petrov“. Pančevo, 1991.
- Oktobarska nagrada Grada Novog Sada; za likovnu umetnost. Novi Sad, 1986.
- Nagrada za skulpturu 13.novosadskog salona (koju deli sa N.Stankovićem). Novi Sad, 1984. Zlatna značka KPZ Vojvodine. Beograd, 1995.
- Otkupna nagrada «Trikotaže Mura», na 6.jugoslovenskom bijenalu male plastike. Murska Sobota, 1983.
- Nagrada za skulpturu «Valovit oblik» na 9.novosadskom salonu. Novi Sad, 1980.
- II nagrada Opštejugoslovenskog anonimnog konkursa za izradu idejnog projekta spomenika borcima Šumadije palim u NOR-u i socijalističkoj revoluciji. Kragujevac:
- Nagrada za skulpturu „Oblik“ na 28.prolećnoj izložbi ULUV-a. Novi Sad, 1979.
- otkupna nagrada Opštejgoslovenskog konkursa za idejno rešenje spomenika palim borcima NOR-a ŽET-a i spomen parka. Zavidovići, 1978.
- Nagrada za skulpturu „Oblik“ na 6.novosadskom salonu. Novi Sad, 1986.
- Nagrada za skulpturu na 26.prolećnoj izložbi ULUV-a. Novi Sad, 1986.
- nagrada na pozitivnom konkursu za spomen obeležje NOB i podizanju ustanka u Vojvodini. Zrenjanin, 1986.
- Nagrada 7.sremskomitrovačkog salona (samostalna izložba, sa Z.Mandićem). Sremska Mitrovica, 1986.
- Nagrada Autorske Agencije Crne Gore, na 19.hercegnovskom zimskom salonu. Herceg Novi, 1986.
- Otkup na Opštejugoslovenskom anonimnom konkursu za idejno rešenje spomenika pobedi u Požarevcu-Čačalica. Požarevac, 1982
- otkupna nagrada Pokrajinskog sekretarijata za obrazovanje, nauku i kulturu SAP Vojvodine, za Obeležje solidarnosti, Školski centar u Tolminu, SR Slovenija. Novi Sad, 1977.
- Nagrada Akademije likovnih umetnosti u Beogradu, za skulpturu u materijalu. Beograd, 1973.

### Javna spomen obeležja
- Kapija želja i Fontana želja, Trg mladenaca u Novom Sadu; Novi Sad, 1998.
- Spomen obeležje podizanja ustanka u Vojvodini, Zrenjanin-Bagljaš, Salaš Ž.Turinskog; Zrenjanin, 1982.
- Spomenik palim borcima NOR-a i ŽTF-a u Zavidovićima, u saradnji sa arhitektima Nebojšom Popovićem-Mujom i Peđom Arsićem; Bosna, Zavidovići, 1978.
- Spomenik solidarnosti, Školski centar u Tolminu, u saradnji sa arhitektom Radojem Cvetkovim; Slovenija, Tolmin, 1977.

Uradio je više bista istaknutih kulturnih i javnih ličnosti: u Srpskom narodnom pozorištu Antonija Toneta Hadzića, Petra Masnića u porti crkve u Kukujevcima, reljef Vuka Karadžića u Sremskim Karlovcima, bistu Branka Radičevića za istoimenu osnovnu školu u Sarajevu i dr. Veliki broj otkupljenih radova - skulptura nalaze se u gotovo svim značajnijim galerijama bivše Jugoslavije i nekim galerijama u inostranstvu.

## Spoljašnje veze
- Zvanični sajt
- Akademija umetnosti Univerzitet u Novom Sadu